# Saint-Paul-de-Varces
Saint-Paul-de-Varces là một xã của tỉnh Isère, thuộc vùng Rhône-Alpes, đông nam nước Pháp.